# Ольстер (Нью-Йорк)
Ольстер (англ. Ulster) — місто (англ. town) в США, в окрузі Ольстер штату Нью-Йорк. Населення — 12 660 осіб (2020).

## Демографія
Згідно з переписом 2010 року, у місті мешкало 12 327 осіб у 4961 домогосподарстві у складі 3172 родин. Було 5368 помешкань
Расовий склад населення:
| - 90,2 % — білих - 3,1 % — чорних або афроамериканців - 2,2 % — азіатів - 0,3 % — корінних американців - 1,6 % — осіб інших рас |

До двох чи більше рас належало 2,6 %. Частка іспаномовних становила 5,4 % від усіх жителів.
За віковим діапазоном населення розподілялося таким чином: 19,3 % — особи молодші 18 років, 61,2 % — особи у віці 18—64 років, 19,5 % — особи у віці 65 років та старші. Медіана віку мешканця становила 45,7 року. На 100 осіб жіночої статі у місті припадало 93,8 чоловіків;  на 100 жінок у віці від 18 років та старших — 91,1 чоловіків також старших 18 років.
Середній дохід на одне домашнє господарство  становив 72 344 долари США (медіана — 50 941), а середній дохід на одну сім'ю — 87 489 доларів (медіана — 71 076). Медіана доходів становила 45 767 доларів для чоловіків та 40 230 доларів для жінок. За межею бідності перебувало 14,1 % осіб, у тому числі 22,9 % дітей у віці до 18 років та 5,6 % осіб у віці 65 років та старших.
Цивільне працевлаштоване населення становило 5424 особи. Основні галузі зайнятості: освіта, охорона здоров'я та соціальна допомога — 29,6 %, роздрібна торгівля — 14,5 %, фінанси, страхування та нерухомість — 7,9 %, виробництво — 7,5 %.